# 锡拉尔
锡拉尔（法語：Sillars，法語發音：[silaʁ]）是法国新阿基坦大区维埃纳省的一个市镇，位于该省东部偏南，属于蒙莫里永区。

## 地理
锡拉尔（46°25'6"N, 0°46'9"E）面积60.79 平方千米，位于法国新阿基坦大区维埃纳省，该省份为法国中西部省份，北起曼恩-卢瓦尔省和安德尔-卢瓦尔省，西接德塞夫勒省，南至夏朗德省，东南接上维埃纳省，东临安德尔省。
与锡拉尔接壤的市镇（或旧市镇、城区）包括：沙佩勒维维耶、吕萨克堡、蒙莫里永、佩尔萨克、潘德赖、索尔热。
锡拉尔的时区为UTC+01:00、UTC+02:00（夏令时）。

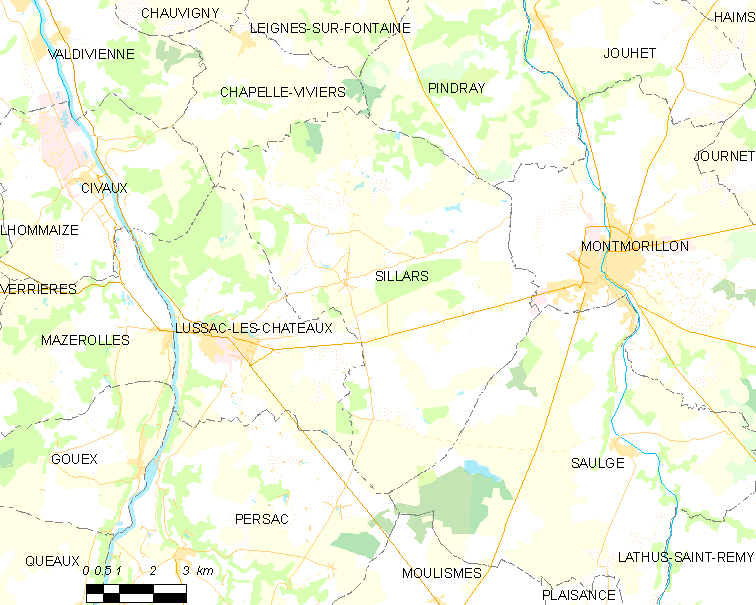
锡拉尔的OSM定位图

## 行政
锡拉尔的邮政编码为86320，INSEE市镇编码为86262。

## 政治
锡拉尔所属的省级选区为吕萨克堡县。

## 人口

1962-2008年间锡拉尔人口变化图示

锡拉尔于2022年1月1日时的人口数量为571人。